# Найбільші міста світу в історії

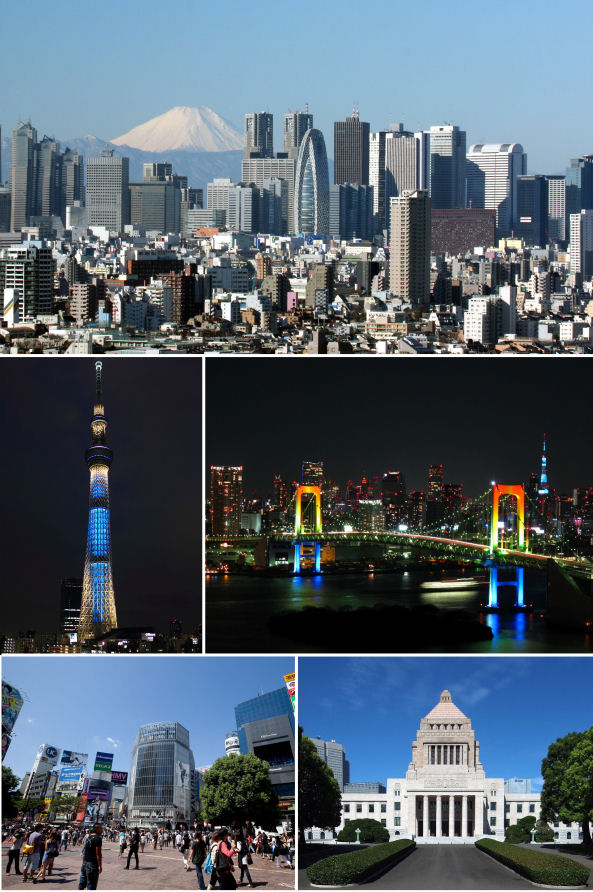
Найбільша міська агломерація сучасного світу — Токіо

Найбільшими міськими агломераціями в історії були такі поселення:
- 7 тисячоліття до н. е. - Єрихон
- 7 тисячоліття до н. е. - Чатал-Хююк
- XL століття до н. е. - Еріду, Шумер
- XXXVII століття до н. е. - Доброводи [1] - Трипільська культура
- XXXV століття до н. е. - Майданець [1], Тальянки [1] - Трипільська культура
- XXV століття до н. е. - Урук, Шумер
- XXX - XVI століття до н. е. - Мемфіс, Стародавнє царство (Стародавній Єгипет)
- XX століття до н. е. - Аккад або Ур
- XVIII століття до н. е. - Фіви (Уасет), Середнє царство (Стародавній Єгипет)
- XVII століття до н. е. - Вавилон, Вавилонія
- XVI століття до н. е. - Аваріс, держава гіксосів
- XIV століття до н. е. - Фіви (Уасет), Нове царство
- 1200 - 700 до н. е. - Мемфіс, Чан'ань (Сіань), Лоян
- 650 до н. е. - Ніневія, Ассирія
- 600 до н. е. - 320 до н. е. - Вавилон, держава Ахеменідів
- 320 до н. е. - 300 до н. е. - Карфаген
- 290 до н. е. - 1 до н. е. - Олександрія, Елліністичний Єгипет
- 70 до н. е. - 55 до н. е. - Тигранакерт, Велика Вірменія

- 1 - 390 - Рим, Римська імперія (~ 800 000)
- 400 - 640 - Константинополь, Візантія (~ 800 000)
- 650 - 790 - Чан'ань (Сіань), Династія Тан, Китай (~ 1 млн)
- 800 - 1090 - Багдад, Арабський халіфат (~ 2 млн)
- 1110 - 1290 - Кайфин, імперія Сун, Китай (~ 1 млн)
- 1300- Ханчжоу, імперія Сун, Китай (~ 800 000)
- 1400- Нанкін, імперія Мін, Китай
- 1450 - 1840 - Пекін, Династія Цін, Китай (аж до 1.3 млн)
- 1850 - 1925 - Лондон, Британська імперія (від 2,3 до 6,5 млн)
- 1925 - 1965 - Нью-Йорк, США (~ 10-12 млн)
- 1965 - Найнаселеніші міські агломерації - Токіо, Японія (~ 13 млн)
- 2012 - по теперішній час - Шанхай, Китай (~ 23,8 млн) [2]